# Maddison Inglis
Maddison Inglis (født 14. januar 1998 i Perth, Australien) er en professionel tennisspiller fra Australien.